# دیوانا بونر
دیوانا بونر (انگلیسی: DeWanna Bonner؛ زادهٔ ۲۱ اوت ۱۹۸۷) بازیکن بسکتبال اهل ایالات متحده آمریکا است.
از باشگاه‌هایی که در آن بازی کرده‌است می‌توان به فینکس مرکوری اشاره کرد.